# Amiota yangonensis
Amiota yangonensis är en tvåvingeart som beskrevs av Chen och Masanori Joseph Toda 1998. Amiota yangonensis ingår i släktet Amiota och familjen daggflugor.
Artens utbredningsområde är Myanmar. Inga underarter finns listade i Catalogue of Life.